# Phyllanthus rubicundus
Phyllanthus rubicundus är en emblikaväxtart som beskrevs av Lucien Beille. Phyllanthus rubicundus ingår i släktet Phyllanthus och familjen emblikaväxter.
Artens utbredningsområde är Vietnam. Inga underarter finns listade i Catalogue of Life.